# Gamaches-en-Vexin
Gamaches-en-Vexin es una comuna francesa situada en el departamento de Eure, en la región de Normandía.

## Demografía
| 315 | 306 | 271 | 296 | 313 | 329 | 286 |
| Para los censos de 1962 a 1999 la población legal corresponde a la población sin duplicidades (Fuente: INSEE [Consultar]) |     |     |     |     |     |     |